# Jerónimos (Madrid)
Jerónimos és un barri del districte de Retiro, a Madrid. Té 189,73 hectàrees i 7.390 habitants. Limita al nord amb el barri de Recoletos (Salamanca), al sud amb el de Pacífico, a l'oest amb Cortes i Justicia (Centro) i a l'est amb Ibiza i Niño Jesús. Està delimitat al nord pels carrers d'O'Donnell i Alcalá, a l'oest per l'Avinguda Menéndez Pelayo, a l'est pel Passeig del Prado i al sud pels passeigs Infanta Isabel i María Cristina.
En la seva delimitació hi ha el Parc del Retiro, que dona nom al barri, així com la Borsa de Madrid, el Museu Naval de Madrid, el Museu del Prado, el Museu Nacional d'Arts Decoratives, el Reial Jardí Botànic de Madrid, l'Observatori Astronòmic Nacional d'Espanya el Museu de l'Exèrcit d'Espanya, les seus de l'Ajuntament de Madrid (Palacio de las Comunicaciones) de la Cadena COPE i de la Reial Acadèmia de la Llengua Espanyola, així com l'Església de San Jerónimo el Real, que dona nom al barri.